# Stümper
Ein Stümper (umgangssprachlich auch Stümperer) war laut Grimms Deutschem Wörterbuch ursprünglich eine „bemitleidenswerte, untüchtige“ Person. Deren Untüchtigkeit beruhte auf einer Beeinträchtigung, einer Verstümmelung, denn die älteste Bedeutung des etymologisch verwandten Wortes stumpf ist „verstümmelt“.
Früh schon tauchte der Begriff in der übertragenen Bedeutung „arm, sich in schlechten Verhältnissen befindend“ (Grimm) auf, wie ein Zitat aus Valentin Trillers ein Schlesisch singebüchlein (1555) belegt:

„also mus ich das leben mein,

auf Christus wort hin wagen,

sonst werd ich dort ein stümper sein,

gros armut ewig tragen“

Die heutige Verwendung des Adjektivs stümperhaft und des Verbs (rum)stümpern leitet sich aus der weiteren Entwicklung ab: Der stümpler war ein Handwerker, der mit stumpfem Werkzeug, also unzulänglich, am (wertvollen) Werkstoff arbeitete und ihn so meistens vermurkste. Dies wurde oft auch jenen Handwerkern nachgesagt, die sich den Zünften entzogen. Laut Röhrich wurde diesen Pfuschern „mit Geldstrafen, Beschlagnahme der Arbeiten und des Werkzeugs gedroht, vor allem deshalb, weil sie die Preise unterboten“. Der heutige verächtliche Gebrauch, vor allem im übertragenen Sinne, als Dilettant, als „Nichtskönner“, „der sich an etwas versucht, das er nicht recht versteht und beherrscht“, liegt damit nahe.
Ein früher Roman von Patricia Highsmith (1954) trägt den Titel Der Stümper (englisch The Blunderer).